# ۳ شهریور
۳ شهریور صد و پنجاه و هشتمین روز سال در گاه‌شماری خورشیدی است. ۲۰۷ روز (۲۰۸ روز در سال کبیسه) باقی‌است.

## رویدادها
- ۱۳۱۸ - برگزاری نخستین مسابقه‌های رسمی در ورزشگاه شهید شیرودی
- ۱۳۲۰ - آغاز اشغال ایران در جنگ جهانی دوم
- ۱۳۸۷ - حادثه پرواز شماره ۶۸۹۵ هواپیمایی آسمان
- ۱۳۹۰ - سیل ۱۳۹۰ ارادک‌رود چناران

## زادروزها
- ۱۳۰۳ - محمدعلی اسلامی ندوشن، شاعر و نویسنده
- ۱۳۱۳ - اکبر هاشمی رفسنجانی، چهارمین رئیس جمهور ایران
- ۱۳۲۰ - علی‌اشرف درویشیان، نویسنده
- ۱۳۲۳ - نادر کاشانی، بسکتبالیست
- ۱۳۲۸ - فریبرز لاچینی، آهنگساز و موسیقی‌دان
- ۱۳۵۳ - مهران غفوریان، بازیگر

## درگذشت‌ها
- ۱۳۲۰ - غلامعلی بایندر، دریابان نیروی دریایی شاهنشاهی ایران
- ۱۳۹۴ - بیت‌الله عباس‌پور، ورزشکار
- ۱۳۹۵ - محمد حیدری، آهنگساز
- ۱۳۹۸ - داریوش اسدزاده، بازیگر